# Joseph Olivennes
Pour les articles homonymes, voir Olivennes.
Joseph Olivennes est un acteur français.

## Biographie
Il est le fils de Kristin Scott Thomas et de François Olivennes
Joseph Olivennes est titulaire d'un master de philosophie à Paris IV. 
Il s'était installé à Bruxelles pour suivre les cours de l'Institut national supérieur des arts du spectacle et des techniques de diffusion et y est resté.

## Filmographie

### Cinéma

#### Longs métrages
- 2013 : Love Me Till Monday de Justin Hardy : The One (Possibly)
- 2017 : Fleur de tonnerre de Stéphanie Pillonca-Kervern : Yann Vitanson
- 2021 : Les Magnétiques de Vincent Maël Cardona : Jérôme Bichon
- 2022 : Deep Fear de Grégory Beghin : Ramy
- 2024 : Au fil des saisons (Funny Birds) d'Hanna Ladoul et Marco La Via : Henry
- 2024 : La Vallée des fous de Xavier Beauvois : Ferdinand
- 2025 : La Femme la plus riche du monde de Thierry Klifa : Raphaël d’Alloz
- 2025 : Le Roi Soleil de Vincent Maël Cardona : Erwan

#### Courts métrages
- 2015 : Rats That Eat Men d'Isobel Mascarenhas-Whitman : Alojzy
- 2016 : Les Nouvelles folies françaises de Thomas Blanchard
- 2024 : Praia de Pedra de Sofia Bost
- 2024 : Une fille comme toi de Nathalie Dennes

### Télévision

#### Téléfilm
- 2019 : Love, Romance & Chocolate de Jonathan Wright : Frédéric

#### Séries télévisées
- 2015 : Versailles : un mousquetaire (saison 1, 2 épisodes 8 et 9)
- 2024 : The New Look : André Palasse (8 épisodes)

## Théâtre

### Acteur
- 2013 : La Ville d'à côté de Marius Ivaškevičius (de), mise en scène Agathe Lecomte[3]. La pièce se déroule après l'inauguration du pont reliant la Suède et le Danemark
- 2014 : Macbeth de Shakespeare, mise en scène Cressida Brown, Square René-Viviani, Paris, et a été placée pendant la Première Guerre mondiale[4]

### Metteur en scène
- 2015 : Pacamambo de Wajdi Mouawad, La Tache d'encre, Festival Off d'Avignon
- 2016 : Pacamambo de Wajdi Mouawad, Théâtre Essaïon, Paris[5]
- 2022 : Le Cid de Corneille, La Grande Hâte, Dixmont[6]